# The Rocker – Voll der (S)Hit
The Rocker – Voll der (S)Hit (Originaltitel: The Rocker) ist eine US-amerikanische Filmkomödie aus dem Jahr 2008. Regie führte Peter Cattaneo, die Drehbuchautoren waren Maya Forbes, Wallace Wolodarsky und Ryan Jaffe.

## Handlung
Mitte der 1980er-Jahre ist Robert „Fish“ Fishman Drummer der Aufsteigerband 'Vesuvius'. Als dieser dann der Plattenvertrag winkt, wird „Fish“ kurzerhand aus der Band geworfen, um Platz für den Neffen des Bosses der Plattenfirma zu machen. 20 Jahre später sind Vesuvius die erfolgreichste Band aller Zeiten. Fish arbeitet mittlerweile in einem Callcenter und als ihn ein Kollege bei der Arbeit auf den Erfolg der Band aufmerksam macht, verprügelt er diesen. Daraufhin wird er gefeuert und von seiner Freundin rausgeworfen, weswegen er zu seiner Schwester Lisa ziehen muss.
Deren Sohn spielt seinerseits in einer Band, A.D.D, die gerade vor ihrem ersten Gig auf der Suche nach einem Drummer ist. Nach mehreren unfähigen Kandidaten fällt die Wahl schließlich auf Fish. Dieser ist zwar direkt in seinem Element, verschreckt allerdings beim ersten Auftritt durch sein exzentrisches Auftreten und seine Ekstase am Ende des Abends das doch eher junge Publikum.
„Fish“ wird fürs Erste aus der Band geworfen, versöhnt sich allerdings mit der Band und wird aufgrund seines Versprechens einen Gig zu besorgen wieder in die Band aufgenommen. Nachdem er versucht hat, über alte Kontakte etwas zu finden, ist der nächste Gig doch zu weit entfernt und er beschließt das Auto seiner Schwester zu klauen. Als er jedoch von der Polizei erwischt wird, muss er bei seiner Schwester ausziehen und wohnt ab diesem Zeitpunkt im Keller eines Imbisses.
Da sich die Band deswegen nicht mehr zum Proben treffen kann, beschließen sie über eine Webcam-Konferenz zu üben. Fish jedoch versteht das Konzept falsch und hält die Webcam für ein Mikro, weswegen er auch nur noch nackt zur Probe erscheint. Matts Schwester bemerkt dies und stellt das Ganze ohne Wissen der Band auf die Internetplattform YouTube. Dort wird erneut dieselbe Plattenfirma auf die Band aufmerksam, die damals auch Vesuvius zum Durchbruch verhalf.
Nachdem auch A.D.D. durch die Welt tourt und den Durchbruch endgültig geschafft zu haben scheint, soll sie als Vorband der legendären Vesuvius spielen. Bei dem Konzert schließlich wird vor tausenden Zuschauern offenbart, dass Vesuvius sich des Playbacks bedienen und so wird die Band ausgebuht. Das Publikum fordert A.D.D. wieder auf die Bühne und so gibt statt Vesuvius am Ende A.D.D. das Hauptkonzert.

## Kritik
Der Film hatte eher gemischte Kritiken. So ermittelte die Website Metacritic einen Mittelwert von 53/100 Punkten basierend auf 28 Kritiken. Darunter auch die Kritik von CSmonitor.com:

“Wilson is pretty much the whole show. With nobody else around to steal from, he ends up stealing scenes from himself. 83/100 Punkten.”

„Wilson ist so ziemlich die ganze Show. Und da es niemanden sonst gibt von dem er stehlen kann, klaut er sich selbst die Szenen.“

Aufgrund dieser Kritiken und den in den USA sehr schlechten Einspielergebnissen war The Rocker – Voll der (S)Hit in manchen deutschen Kinos nicht zu sehen.